# Further Along
Further Along er et studiealbum af The Dubliners fra 1996. De medvirkende er Barney McKenna, John Sheahan, Seán Cannon, Eamonn Campbell og Paddy Reilly.
Ronnie Drew havde forladt bandet igen i 1995. Derfor blev Paddy Reilly spurgt om han ville være en del af bandet. Han havde tidligere spillet sammen med gruppen ved flere lejligheder. Albummet blev udgivet på bandets eget nystartede selskab Baycourt. Det blev genudgivet i 2003 under samme navn.

## Spor[2]
1. "Step It Out Mary"
2. "Back in Durham Gaol"
3. "Reels – Sailing In/Alice's Reel"
4. "Coming of the Road"
5. "If Ever You Go to Dublin Town"
6. "Ar Éireann Ní Neosfainn Cé Hí"
7. "Dirty Old Town"
8. "Tá An Coileach Ag Fógairt An Lae"
9. "St. Patrick's Cathedral"
10. "The Crack Was Ninety in the Isle of Man"
11. "Song for Ireland"
12. "Job of Journeywork"
13. "Cavan Girl"
14. "Further Along"
15. "Jigs – Miss Zanussi/St. Martin's Day"
16. "Working Man"